# Martillo y yunque (táctica militar)
La táctica de martillo y yunque es una táctica militar que implica el uso de dos fuerzas primarias, una que inmoviliza a un enemigo y otra que aplasta o derrota al oponente con una maniobra de cerco. Puede incluir un asalto frontal a manos de una parte de las tropas, que juega un papel de movimiento más lento o estático. La segunda fase involucra una fuerza más móvil que maniobra alrededor del enemigo y le ataca desde atrás o desde el flanco para así asestar un golpe decisivo. La táctica de "martillo y yunque" es de manera fundamental un envolvimiento único, y es necesario distinguirla de un simple cerco en el que un grupo simplemente mantiene ocupado a un enemigo mientras que una fuerza de flanqueo asesta el golpe de gracia. La expresión más fuerte del concepto de martillo y yunque es aquella en que ambos niveles o escalones son suficientes por sí mismos para asestar un golpe decisivo. El nivel o escalón del "yunque" no se refiere pues aquí a una simple táctica de distracción, sino a un cuerpo considerable que golpea al enemigo con fuerza para inmovilizarlo y pulverizar su fuerza. El "martillo" o elemento de maniobra logra tener éxito gracias a que la fuerza del yunque debilita material o sustancialmente al enemigo, impidiéndole ajustarse a las amenazas contra su flanco o retaguardia. Otras variantes de este concepto permiten que un enemigo se vea retenido por una fuerza considerable de bloqueo o retención, a la vez que el nivel o escalón fuerte (el martillo), asesta el golpe decisivo. En cualquier caso, tanto el martillo como el yunque son entidades considerables que pueden causar un daño material significativo a los oponentes, y no unidades de distracción ligeras, o de retención a pequeña escala.

## Antigüedad

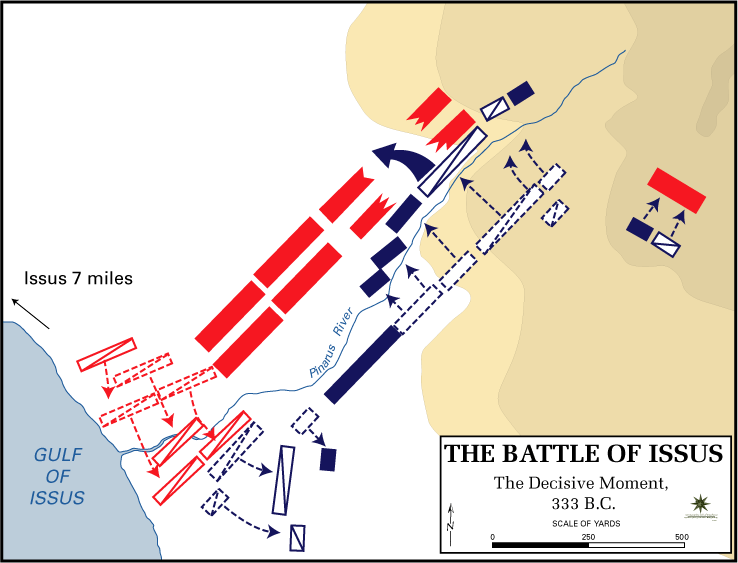
La batalla de Issos

La táctica de martillo y yunque se usó en la antigüedad, en tanto los orígenes de la maniobra usaban caballería ligera, ubicua en el mundo antiguo. La táctica también funcionaba con los pesados catafractos del mundo oriental. Apareció en una serie de batallas libradas por los antiguos griegos y romanos. Además de haber sido usada en muchas de las batallas de Alejandro Magno, se le usó así mismo en la segunda guerra púnica durante las batallas de Cannas y de Zama.

### Batalla de Farsalia

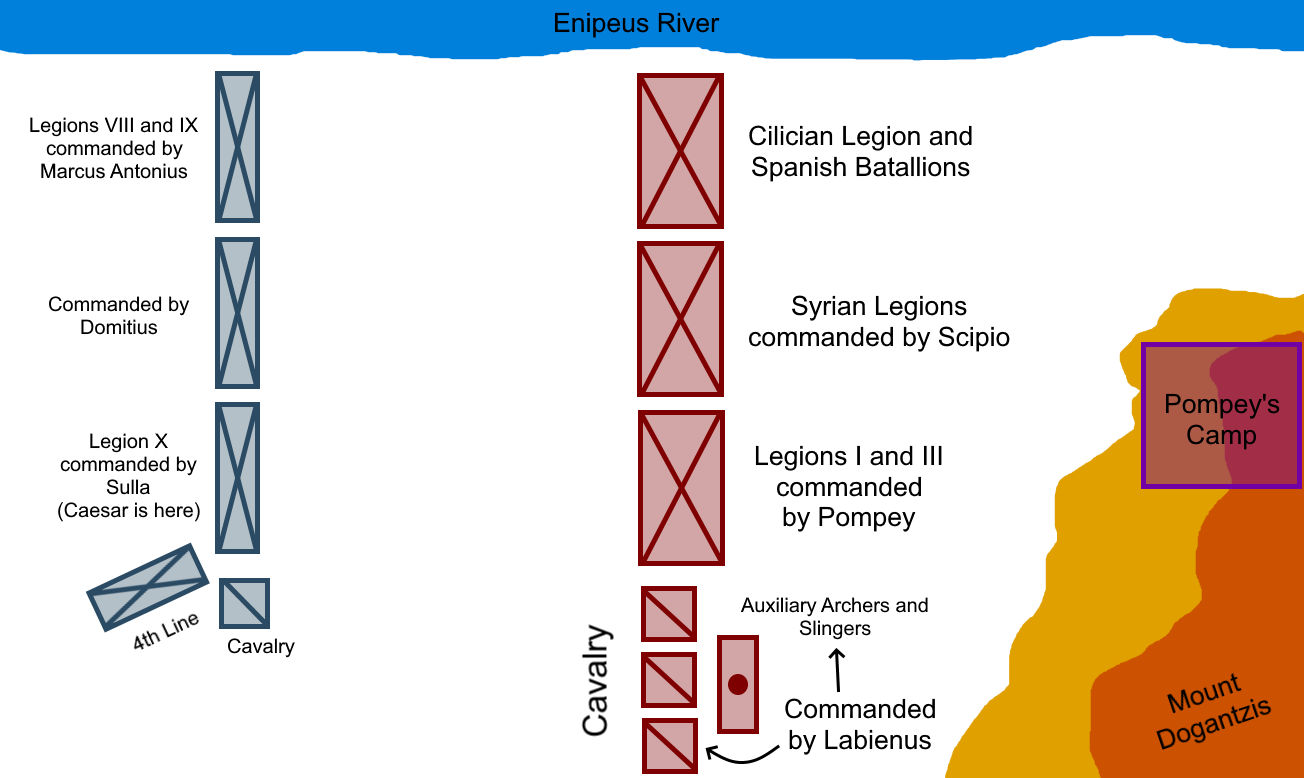
Pompeyo intentó usar la caballería de su flanco derecho como un golpe de martillo mientras su infantería pesada mantenía en su sitio a las legiones de César en el centro.

En el año 48 a. C., Pompeyo Magno intentó usar esta táctica contra Julio César en la Batalla de Farsalia, en lo que habría de convertirse en la batalla decisiva de la segunda guerra civil romana. César respondió a esta táctica tendiendo una emboscada al elemento de "yunque" de Pompeyo. La infantería de Pompeyo debía jugar el papel de yunque mientras que su "martillo" de caballería rodeaba el flanco izquierdo de César. Según César, había una distancia significativa entre los dos ejércitos.
Mientras la infantería de César avanzaba, Pompeyo ordenó a sus tropas que no cargaran, sino que esperaran a que las legiones de César estuvieran cerca. Cayo Triario, consejero de Pompeyo, creía que la infantería de César estaría fatigada y caería en desorden si se les obligaba a cubrir dos veces la distancia esperada de una marcha de batalla. Además, se esperaba que las tropas estacionarias serían capaces de defenderse mejor contra lanzamientos de pila. Al ver que el ejército de Pompeyo no avanzaba, la infantería de César comandada por Marco Antonio y Cneo Domicio Calvino inició el avance. Al aproximarse los hombres de César a la distancia de lanzamiento, sin órdenes, se detuvieron a descansar y a reagruparse antes de continuar la carga. Las líneas central y derecha de Pompeyo resistieron cuando los dos ejércitos chocaron. César contrarrestó esto ubicando las reservas de su cuarta línea para que interceptaran a la caballería atacante.
Mientras la infantería de Pompeyo luchaba, Labieno ordenó a la caballería pompeyana en su flanco izquierdo que atacara a la caballería de César. Como era de esperar, lograron con éxito hacer retroceder a la caballería de César. César reveló entonces a su oculta cuarta línea de infantería y sorprendió a la carga de caballería de Pompeyo. Los hombres de César recibieron la orden de saltar y usar sus pila para ensartar a la caballería de Pompeyo en lugar de lanzarlas. La caballería de Pompeyo entró en pánico y sufrió cientos de bajas, pues la caballería de César viró y cargó tras ellos. Cuando fracasaron en volver a formarse, el resto de la caballería de Pompeyo se retiró a las colinas, dejando el ala izquierda de las legiones de Pompeyo expuesta a las tropas ocultas, en tanto la caballería de César giraba alrededor de su flanco. César entonces dio órdenes a su tercera línea, en la que estaban sus veteranos más curtidos en la batalla, de atacar. Esto rompió las tropas del ala izquierda de Pompeyo, que huyeron del campo de batalla.
Tras derrotar a la caballería de Pompeyo, César lanzó su última línea de reservas. Pompeyo perdió la voluntad de luchar al ver cómo tanto la caballería como las legiones bajo su mando rompían formación y huían de la batalla, y se retiró a su campamento, dejando a su suerte al resto de sus tropas en el centro y flanco derecho. Dio órdenes a los auxiliares guarnecidos de que defendieran el campamento mientras escapaba. A medida que el resto del ejército de Pompeyo era abandonado en confusión, César instó a sus hombres a terminar el día derrotando al resto de las tropas de Pompeyo y capturando su campamento. Cumplieron con sus deseos: Tras acabar con los restos de los hombres de Pompeyo, atacaron furiosamente los muros del campamento. Los tracios y los demás auxiliares que habían quedado en el campamento pompeyano, siete cohortes en total, se defendieron con valentía, pero no pudieron repeler el asalto.

## De la era moderna temprana a la Primera Guerra Mundial

### Los asante contra los británicos - 1874

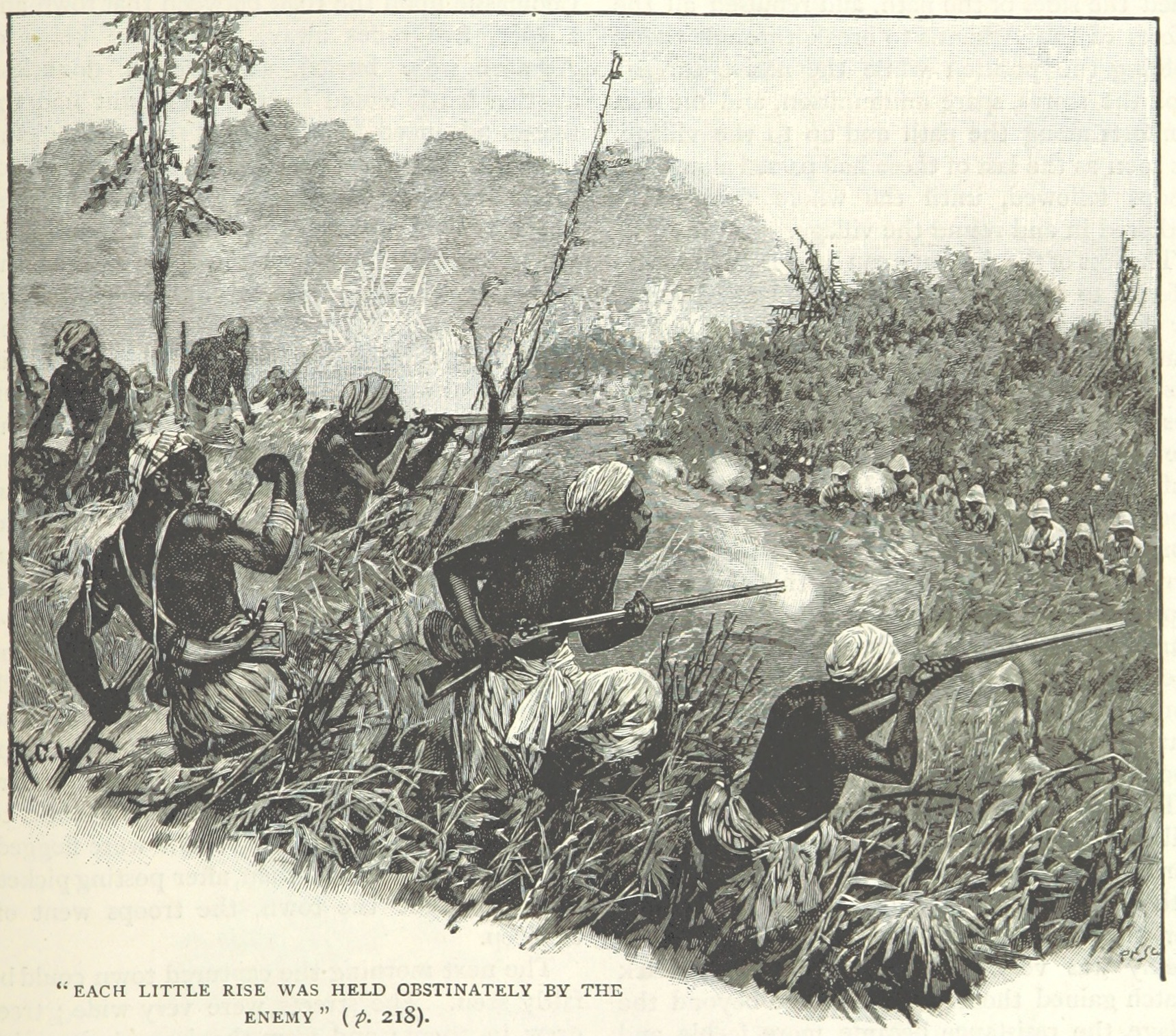
Escena de la Tercera Guerra Anglo-Asante 1874

En las guerras coloniales del siglo XIX se vio a algunos ejércitos africanos desplegar tácticas de martillo y yunque. En 1874, un poderoso ejército británico comandado por Sir Garnet Wolseley, armado con rifles y artillería modernos, invadió el territorio del Imperio asante. Los asante no confrontaron a los británicos de inmediato y no hicieron esfuerzo importante ninguno por interceptar sus largas y vulnerables líneas de comunicación a través del terreno de la jungla. Al parecer, su plan consistía en atraer a los británicos a lo más profundo de su territorio, hacia un fuerte yunque defensivo centrado en la ciudad de Amoaful. Allí los británicos estarían maniatados, mientras elementos maniobrantes del ala se moverían hacia la retaguardia, atrapándolos y aislándolos. Algunos historiadores, tales como Byron Farwell, señalan que este aproximación era una estrategia de batalla tradicional asante, común también en otros ejércitos africanos. En la aldea de Amoaful, los asante tuvieron éxito en atraer a sus oponentes hacia adelante, pero no pudieron hacer progreso alguno contra la moderna potencia de fuego de las fuerzas británicas, que lanzaron una andanada de fuego para acompañar un avance en cuadros de la infantería. Este fuego de artillería hizo grandes estragos entre los asante, pero estos dejaron una fuerza de bloqueo central en el lugar alrededor de la aldea, a la vez que desataban un gran ataque de flanqueo por la izquierda, que casi rodeó la línea británica y que logró irrumpir con éxito entre algunos de los cuadros de infantería. Con todo, los armamentos asante eran paupérrimos en comparación con las armas modernas desplegadas por los británicos, y tales armas superiores sirvieron bien a los británicos para repeler los peligrosos cercos asante. Como observara uno de los participantes:
Los asante resistieron admirablemente, y mantuvieron uno de los fuegos más pesados bajo los que he estado. Mientras se oponían a nuestro ataque con números inmediatamente superiores, seguían rodeando nuestra izquierda con una serie constante de ataques de flanco bien dirigidos.
Wolesey había estudiado y anticipado las formaciones en "herradura" de los asante, y había reforzado los flancos británicos con las mejores unidades y potencia de fuego reforzada. Logró trasladar tal potencia de fuego a sectores amenazados para obstaculizar maniobras enemigas, derrotando a sus elementos de martillo y yunque y obligando a sus oponentes a la retirada. Un análisis británico post-mortem de la batalla rindió homenaje al caído comandante asante por su liderazgo táctico y su uso del terreno:
El gran cacique Amanquatia estaba entre los caídos. Se demostró una habilidad admirable en la posición escogida por Amanquatia, y la determinación y comando que mostró en la defensa corroboraron su gran reputación como un capaz estratega y galante soldado.

## Segunda Guerra Mundial

### Batalla de Caen
Cuando los aliados desembarcaron en Normandía, la estrategia utilizada por el comandante de las fuerzas terrestres británicas, general Bernard Montgomery, fue la de confrontar a los temidos panzers alemanes con un ataque constante de parte de los ejércitos británicos en el flanco oriental de la cabeza de playa. El rol de las fuerzas británicas sería el de actuar como un gran escudo para el desembarco aliado, absorbiendo constantemente el blindaje alemán hacia un gran "yunque" a la izquierda (oriente), y aplastándolo constantemente con golpes de artillería, tanques y aviones aliados. En tanto el yunque mantenía en su sitio la mayor parte de la armadura alemana, esto abría el camino para que los estadounidenses empuñaran un gran "martillo" en el occidente, a la derecha de la línea aliada, rompiendo las defensas alemanas, donde los estadounidenses liderados por comandantes como Patton podían moverse libremente. De esta manera, el rol británico no fue glamoroso, sino el de una dura batalla en un agobiante caldero de desgaste, en y alrededor de la ciudad clave de Caen.
Inicialmente, los alemanes habían contraatacado la cabeza de playa de Normandía con poderosas tropas panzer y móviles que esperaban llegar hasta el mar creando una brecha entre los ejércitos estadounidense y británico. Al fallar en este propósito, se enfrentaron a un gran y amenazante avance británico hacia la estratégica ciudad de Caen, lo que amenazaba con colapsar gran parte de su frente, presentando así una amenaza de ruptura creíble y muy peligrosa. Las divisiones británica y canadiense no eran una fuerza secundaria de retención orientada a la defensiva, sino que buscaban agresivamente penetrar y destruir la posición alemana. Por lo tanto, los alemanes se vieron forzados a comprometer sus escalones más fuertes en este teatro militar, las unidades móviles panzer y las de la SS para evitar tal peligro. Estas unidades se vieron empujadas más y más profundamente hacia el yunque de desgaste en el flanco oriental, corroyendo lentamente la fuerza y la capacidad alemanas. La amarga confrontación confinó y debilitó a la Wehrmacht, eventualmente así allanando el camino para un aplastante avance estadounidense en el occidente.

Como lo declaró el general Montgomery el 25 de junio de 1944:
Cuando el ataque estadounidense entró al oeste de St Lo a las 1100 horas del 25 de julio, la principal fuerza blindada enemiga de seis divisiones panzer y SS estaba desplegada en el flanco oriental frente al ejército británico. Esto es un buen dividendo. Los estadounidenses van bien y creo que ahora las cosas empezarán a avanzar hacia el plan esbozado en M512.
El comandante supremo aliado, Dwight Eisenhower, ratificó la estrategia general de Montgomery en un mensaje del 10 de julio, urgiendo a mayores esfuerzos:
Estoy familiarizado con su plan para, en general, mantenerse firme con su izquierda, atrayendo hacia ella todo el blindaje enemigo, mientras su derecha empuja hacia abajo en la Península y amenaza la retaguardia y el flanco de las fuerzas que se enfrentan al Segundo Ejército Británico... Me parece que debemos emplear toda la energía posible en un esfuerzo decidido para evitar un punto muerto o enfrentarnos a la necesidad de librar una gran batalla defensiva con la escasa profundidad que tenemos ahora en la cabeza de puente... tenga por favor la seguridad de que haré todo lo humanamente posible para ayudarle en cualquier plan que prometa conseguirnos el espacio vital que necesitamos. El aire y todo lo demás estará disponible"
La concepción general de "martillo y yunque" de Montgomery de la batalla fue eventualmente exitosa, pero se necesitaron dos meses de encarnizados combates en la ciudad de Caen y sus alrededores.

## Después de la Segunda Guerra Mundial

### Insurgencia comunista en Corea del Sur
A principios de 1950, antes del avance hacia el sur del Ejército Popular de Corea del Norte a través del paralelo 38, el Norte lanzaba frecuentemente pequeñas ofensivas en la frontera e introdujo miles de guerrilleros infiltrados en el Sur hasta la isla de Jeju con la esperanza de lograr el derrocamiento del presidente Syngman Rhee y la imposición de un gobierno comunista. Después de varias victorias contrainsurgentes del Ejército de la República de Corea, los norcoreanos emprendieron un último intento de incitar a la revolución enviando dos unidades de guerrillas del tamaño de un batallón bajo las órdenes de Kim Sang-ho y Ki Moo-hyon. La primera unidad fue destruida con un solo superviviente, en el transcurso de varios enfrentamientos con la 6ª División del ejército de la república de Corea. La segunda también fue aniquilada por una maniobra de martillo y yunque de dos batallones por parte de unidades de la 6ª División del ejército de la república. Las guerrillas del ejército popular de Corea perdieron 584 soldados (480 muertos, 104 capturados) en tanto que las tropas del ejército de la república reportaron 69 muertos y 184 heridos. Habría de ser el último gran esfuerzo del norte comunista por anexar el sur hasta la invasión del 25 de junio de 1950.